# Перрісвілл (Огайо)
Перрісвілл (англ. Perrysville) — селище (англ. village) в США, в окрузі Ешленд штату Огайо. Населення — 729 осіб (2020).

## Географія
Перрісвілл розташований за координатами 40°39′30″ пн. ш. 82°18′52″ зх. д. / 40.65833° пн. ш. 82.31444° зх. д. (40.658412, -82.314457).  За даними Бюро перепису населення США в 2010 році селище мало площу 2,04 км², уся площа — суходіл.

## Демографія
Згідно з переписом 2010 року, у селищі мешкало 735 осіб у 326 домогосподарствах у складі 186 родин. Густота населення становила 360 осіб/км².  Було 372 помешкання (182/км²).
Расовий склад населення:
| - 97,3 % — білих - 0,4 % — азіатів - 0,3 % — чорних або афроамериканців - 0,1 % — корінних американців |

До двох чи більше рас належало 1,2 %. Частка іспаномовних становила 1,5 % від усіх жителів.
За віковим діапазоном населення розподілялося таким чином: 24,6 % — особи молодші 18 років, 61,1 % — особи у віці 18—64 років, 14,3 % — особи у віці 65 років та старші. Медіана віку мешканця становила 37,8 року. На 100 осіб жіночої статі у селищі припадало 95,5 чоловіків;  на 100 жінок у віці від 18 років та старших — 91,7 чоловіків також старших 18 років.
Середній дохід на одне домашнє господарство  становив 46 190 доларів США (медіана — 36 016), а середній дохід на одну сім'ю — 51 512 долари (медіана — 38 854). Медіана доходів становила 32 260 доларів для чоловіків та 21 853 долари для жінок. За межею бідності перебувало 18,2 % осіб, у тому числі 32,3 % дітей у віці до 18 років та 6,8 % осіб у віці 65 років та старших.
Цивільне працевлаштоване населення становило 349 осіб. Основні галузі зайнятості: освіта, охорона здоров'я та соціальна допомога — 28,4 %, виробництво — 27,2 %, будівництво — 10,0 %, мистецтво, розваги та відпочинок — 9,5 %.